# صمدبیگ مهماندارف
صمدبیگ مهماندارف (تولد: ۱۶ اکتبر ۱۸۵۵- درگذشت: ۱۲ فوریه ۱۹۳۱) (ترکی آذربایجانی: Səməd bəy Mehmandarov) — فرزند صادق بیگ- ژنرال کل توپخانه‌ای ارتش امپراتوری روسیه، عضو فراکسیون مستقلان در پارلمان جمهوری خلق آذربایجان؛ وزیر دفاع جمهوری خلق آذربایجان و شخصیت نظامی جمهوری سوسیالیستی آذربایجان شوروی.

## زندگی‌نامه
صمدبیگ مهماندارف به تاریخ ۱۶ اکتبر ۱۸۵۵ در لنکران به دنیا آمد. تحصیلات متوسطه را در باکو گذرانده و در ۱۶ سالگی وارد آموزشگاه توپخانه‌ای «کانستانتینووکا دوم» در شهر پتربورگ شد. در دسامبر ۱۸۷۵ درجه ستوان دریافت کرد و مفتخر به دریافت نشان «استانیسلاو مقدس» درجه سوم شد. در سال ۱۸۹۰ درجه سروان، در سال ۱۸۹۸ سرهنگ دوم، در سال ۱۹۰۱ سرهنگ و در سال ۱۹۰۴ درجه سرلشکر دریافت کرد. صمدبیگ مهمانداراف که در جنگ روسیه و ژاپن شجاعت بزرگی از خود نشان داد، در سال ۱۹۰۸ درجه ژنرال کل توپخانه دریافت کرد.

## نبرد پورت آرتور
- در سال ۱۹۰۴ با شروع جنگ روسیه و ژاپن، صمدبیگ مهماندارف ۴۸ سال داشت. هنوز یک سال از ازدواج او با خانم یِلیزاوِتا نیکولایِونا نگذشته بود. یلیزاوتا فارغ‌التحصیل دبیرستان دخترانه ۸۳ کیف بود.
- همسر مهمانداراف در بیمارستان نظامی صحرایی به عنوان پرستار مشغول به کار بود. مثل صمدبیگ، او نیز یک اشراف‌زاده بود. گویا برای این دختر ۲۱ ساله زندگی درس صبر و شکیبائی داده بود. وی نه نسبت به کار دشوار نظامی و نه سربازان مجروح بی‌تفاوت نبود. زلیزاوتا با سادگی مخصوص اشراف‌زاده‌ها، به سربازان بسیار مهربان بود. مجروحان را مداوا می‌کرد، از طرف سربازان بی سواد به خانواده آنان نامه می‌نوشت و با صبر و شکیبایی سختی جنگ را تحمل می‌کرد. یک بار صمدبیگ به او خطاب می‌کند:- از فرماندهی اجازه رفتن تو به پتربورگ را گرفتم. آماده باش، فردا یا پس فردا تو را راهی می‌کنم. یلیزاوتا که با متانت به چهره شوهرش نگاه می‌کرد:- صمدبیگ، اگر در کشور جنگ در جریان است، آیا به نظر شما جای سرباز در کجا باید باشد؟ - البته، در جبهه!- من هم در جبهه هستم، شاید از اینکه من یک زن هستم، به سرباز بودن من شک داری؟ - تو که بزودی مادر خواهی شد… - لطفاً دیگر این موضوع را مطرح نکنیم. قول می‌دهی؟... عزیزم، این موضوع را کنار بگذاریم! بدون تو، من نه پتربورگ، بلکه پاریس را هم نمی‌خواهم.
- شب هنگام ۲۶ ژانویه ژاپنها به اسکادران نظامی روس‌ها مستقر در بندر پورت آرتور حمله کرده و به کشتی‌های زرهی «رتویزان»، «اسسرتویچ» و رزمناو «پالّادا» آتش زدند. جنگ شروع شد. فردای آن روز، صمدبیگ مهمانداراف فرمانده لشکر توپخانه تفنگداران تعیین شد. این به فرمان سرلشکر رومان کوندراتنکو، فرمانده نیروهای زمینی بود. رومان ایسیدورویچ به پایداری مهمانداراف در میدان جنگ و مهارت‌های فرماندهی او به خوبی آگاه بود. به همین خاطر، صمدبیگ را رئیس جبهه شرقی منصوب کرد. این منطقه، در دفاع از بندر پورت آرتور مهم‌ترین جبهه محسوب می‌شد؛ و ژاپن‌ها نیز بیشترین نیرو را به اینجا تمرکز کرده بودند. آن‌ها به حملات شدید دست زده و منطقه را بدون فاصله بمباران می‌کردند. سرهنگ صمد بیگ مهمانداراف یکی از دستیاران نزدیک ژنرال کوندراتنکو بود. مهمانداراف که به طرز ماهرانه‌ای عملیات توپخانه را مدیریت کرد، موقع محاصره قلعه همواره در خط مقدم و مواضع بسی خطرناک با هدف‌گیری دقیق، حمله ارتش ژاپن را دفع می‌کرد.
- علی آقا شیخلینسکی که شاهد بود مهمانداراف حتی در خطرناکترین نبردها کنترل اوضاع را از دست نمی‌دهد، می‌نوشت:
- در ۱۴ اکتبر حین حمله توپخانه‌ای به قلعه، صمدبیگ مهماندارف به مواضع من آمد. این موضع توسط ژاپن‌ها با توپ‌های مختلف اعم از توپ ۱۱ اینچ تا توپ دریایی کوچک ۳۷ میلی‌متری مورد حملات آتش قرار می‌گرفت. همچنین این موضع زیر آتش تفنگ و مسلسل سامورای‌ها بود. در این میان در نزدیکی سرهنگ مهمانداراف یک موشک ۶ اینچی منفجر شد و گل سیاه رنگ از زمین لباس وی را کثیف کرد، اما او زخمی نشد. مهماندار اف که به این هیچ اهمیت نداد، با خونسردی کامل از جیب خود یک دستمال سفید درآورد و گل روی پالتوی جدید را تمیز کرد. روز ۲ دسامبر ژاپن‌ها قلعه را دو بار مورد حمله شدید قرار دادند. با وجود مقاومت سرسختانه روسها، آن‌ها چند تن از استحکامات مهم قلعه را بدست گرفتند. دومین ضربه شدید نیز در روز ۲ دسامبر رخ داد. ژنرال رومان کوندراتنکو فرمانده ارتش قهرمانانه جان باخت. در عوض، ژنرال فوک که از اراده ضعیفی برخوردار بود، فرمانده کل منصوب گردید. ۱۶ روز بعد ژاپن‌ها کوه "ستون فقرات اژدهاً که در کنترل قلعه سرنوشت ساز بود، را بدست گرفتند. ژنرال استراسل، فرمانده بزدل و بی‌استعداد بندر پورت آرتور برای واگذاری فوری قلعه جلسه شورای نظامی را تشکیل داد. برخی فرماندهان حاضر در جلسه با پیشنهاد استراسل موافقت کردند؛ ولی سرلشکر صمدبیگ مهمانداراف، سرهنگ سمیونوف و گروهی از افسران شجاع به تسلیم شدن شدیداً اعتراض کردند. افسران مبارز اصرار داشتند که هنوز توانایی عقب نشاندن ارتش قدرتمند ژاپن را دارند. آن‌ها به اتفاق ژنرال مهمانداراف می‌گفتند که قلعه هنوز قادر به حفظ خود می‌باشد. تا آنجا که ما موشک‌ها داریم، از توپ‌ها شلیک می‌کنیم. تا آنجا که گلوله داریم، از تفنگ شلیک خواهیم کرد؛ و وقتی خمپاره و گلوله تمام شد، با سرنیزه خواهیم جنگید. اما استراسل، ژنرال بزدل به سخن افسران شجاع گوش نداد و به پادگان دستور خلع سلاح داد. بعداً که ژنرال استراسل به روسیه بازگشت، به دلیل واگذاری فوری منطقه پورت آرتور به درخواست مدافعان قلعه در برابر دادگاه نظامی قرار گرفت. سرلگشر مهمانداراف و دوستان افسر او پس از تسلیم قلعه نیز ضمن پایبندی به سوگند نظامی، برای دیگر سربازان و افسران الگو نشان دادند.
- بنابه شرط ژاپن‌ها، سربازان روسی اسیر گرفته می‌شوند و افسران هم پس از تعهد کتبی مبنی بر عدم شرکت مجدد در جنگ حق بازگشت به روسیه داشتند. گروهی از افسران ارتجاعی در اطراف استراسل چنین تعهد کتبی دادند؛ ولی فرزند شجاع سرزمین آذربایجان از این‌گونه تعهد ذلت بار که توهین به مقام افسر بود، خودداری کرد. بخاطر عدم تعهد به عدم شرکت مجدد در جنگ علیه ژاپن، سرلشکر صمدبیگ مهمانداراف به اسارت گرفته شد و به ژاپن انتقال یافت". وی در سال ۱۹۰۶ با عقد قرارداد "پورت اسموت" به روسیه بازگشت. دفاع از قلعه معروف پورت آرتور در طول ۳۳۲ روز به این شکل نصیب سرنوشت صمدبیگ مهمانداراف شد.

## در سال‌های جنگ جهانی اول
- با آغاز جنگ جهانی اول، مهماندارف فرمانده سپاه پیاده‌نظام ۲۱ مستقر در منطقه ولادی قفقاز بود. تا آن زمان حوادث بسیار مهمی در زندگی او رخ داده بود. بمحض بازگشت از اسارت، به فرماندهی تیپ توپخانه هفتم سیبری شرقی منصوب گردید و کمی بعد یک مقام مهم‌تر به او واگذار شد. - وی رئیس توپخانه او در سپاه ارتش سوم سیبری شد. سال ۱۹۰۸ علاوه بر این موقعیت ارشد، دو شادی دیگر به او بخشید. در ۱۳ ژوئیه همان سال به او درجه سپهبد اعطا گردید؛ و در ۱۸ نوامبر پس از یک انتظار طولانی، صاحب فرزند پسر شد. صمدبیگ او را پیر نامید. در سال‌های جنگ جهانی اول ژنرال مهمنداروف به عنوان یک فرمانده با استعداد که چندین عملیات نظامی موفق اجرا کرده بود، شهرت یافت. در جریان عملیات "لودز" در روز ۱۵ سپتامبر ۱۹۱۴، ژنرال مهمانداروف شهرت ویژه‌ای به دست آورد. نیروهای ماکنزه ژنرال آلمانی با حمله شدید ضمن اشغال شهر ایوانگورود، عملیات برای تصاحب شهر لودز را شروع کرد. ارتش روس که تحت فشار قوی عقب‌نشینی کرد، در یک وضعیت بسیار دشوار قرار داشت. آلمان‌ها که از همه مواضع وارد حمله می‌شدند، با پیشروی مداوم در صدد محاصره نیروهای روس که در حال عقب‌نشینی بودند، برآمدند. گردان پیاده‌نظام ۲۱ مهمانداراف متشکل از تیپ‌های ۸۱ آبشرون، ۸۲ داغستان، ۸۳ سامور و ۸۴ شیروان بود. هر یک از این هنگ‌ها دارای یک سنت نبرد ویژه بود. فرمانده ارتش ضمن نگرانی از سرنوشت واحدهای خود، از وضعیت گردان مهمانداروف تلفنی سؤال کرد. پاسخ شجاعانه و مختصر صمدبیگ که که پاسخ خاص فرماندهان بود، در تلفن این بود: "وضعیت جدی است. حمله می‌کنم!" در حالی که دو ارتش روس عقب‌نشینی کرد، گردان مهمانداروف بر دشمن که با اشتیاق زیاد پیشروی می‌کرد، یک ضربه سنگین وارد کرد و آن را عقب راند. پس از نبرد شدید سه روزه، او با رسیدن به مرزهای شهر ایوانگورود، به دشمن حمله کرد. در تاریخ جنگ جهانی اول این عملیات موفقیت‌آمیز مهمانداروف، نقشه‌های حمله سریع ماکنزه ژنرال آلمانی را خنثی کرد؛ و دو ارتش روس که عقب‌نشینی کرده بود، را از رسوایی محاصره نجات داد. در جریان این عملیات، ژنرال علی آقا شیخلینسکی در مقام ژنرال مأموریت‌های ویژه وابسته به بازرس ارشد توپخانه‌های صحرایی از طرف فرمانده کل بود.
- او بعدها نوشت: "من به منظور بررسی وضعیت توپ‌های سنگین صحرایی که در آن زمان در ارتش روس یک سلاح جدید بود، و جهت راهنمایی فعالیت‌ها در این زمینه به جبهه غرب فراخوانده شدم. من پس از بازدید از هفت ارتش پی به این بردم که فقط در ارتش صمدبیگ مهمانداروف وظیفه توپخانه به درستی درک شده و این توپ‌ها براساس همان وظایف محوله مستقر شده‌اند. این کار نه ابتکار بازرس توپخانه ارتش، بلکه درست نتیجه ابتکار شخصی مهمانداراف که یک متخصص خبره توپخانه بود". به جهت پیروزی‌های بی‌نظیر در این جنگ، درجه ژنرال کل توپخانه به مهمانداروف اعطا گردید. در سال ۱۹۱۵، او به فرماندهی ارتش دوم قفقاز منصوب شد. شجاعت ژنرال صمدبیگ مهمانداروف در جنگ‌ها و رفتار خوب او با سربازان، توسط همرزمانش با افتخار یاد می‌شد. سرگرد حاج آقا ابراهیم بیگلی می‌نوشت که ژنرال مهمانداراف در جنگ جهانی اول شهرت زیادی بدست آورد. خونسردی بی‌نظیر و و بی‌باکی بی‌حد و حصر وی در لحظات ترسناک جنگ، در ارتش روس ورد زبان‌ها بود. او عاشق افراد صادق، راستگو و منصف بود و به آن‌ها کمک می‌کرد، ولی نسبت به افراد مکار بی رحم بود. همه افراد تحت امرش از وی می‌ترسیدند، ولی به او عشق می‌ورزیدند و ایمان داشتند…
- در اوایل سال ۱۹۱۷ مفتخر به دریافت همه نشان‌های نظامی روسیه و همچنین چند نشان نظامی انگلستان، فرانسه و رومانی گردید.
- در فوریه سال ۱۹۱۷ حین وقوع انقلاب بورژوایی، ص. مهمانداروف در قفقاز بود. در ماه آوریل همان سال او برای همیشه از پست خود استعفا کرد، مدتی در شهر ولادیقفقاز زندگی کرد و سپس به آذربایجان آمد.
- ص. مهماندارف در دولت جمهوری خلق آذربایجان از ۲۵ دسامبر ۱۹۱۸ پست وزارت دفاع را برعهده گرفت و ظرف مدت کوتاهی موفق به تشکیل ارتش ۳۰ هزار نفره شد. در بهار ۱۹۱۹ موقع حضور واحدهای نظامی انگلیس در آذربایجان، مهمانداراف به عنوان وزیر جنگ طی نامه‌ای رسمی به نصیب بیگ یوسف بیگلی، رئیس دولت جمهوری خلق آذربایجان اعلام داشت که واحدهای نظامی انگلیس در مناطق استقرار خود در آذربایجان غارت می‌کنند و کار اطلاعاتی انجام می‌دهند. به نشانه اعتراض به این، مهمانداراف از دولت آذربایجان درخواست کرد نشان‌های افتخاری اعطا شده توسط دولت انگلستان در سال‌های جنگ جهانی اول به او را به حکومت انگلیس مسترد نماید.
- پس از استقرار نظام شوروی، مهمانداراف با ضمانت شخصی نریمان نریمان اف فعالیت‌های نظامی خود را ادامه داد و در آموزشگاه فرماندهان نظامی آذربایجان در سال‌های ۱۹۲۱ تا ۱۹۲۸ تدریس کرد. ی.چ. یاکیر، فرمانده درجه اول ارتش که فرمانده ارتش قفقاز بود، در سال ۱۹۲۵ نوشت: "مهمانداراف یک افسر توپخانه‌ای بی‌نظیر است".
- ص. مهمانداراف در اصلاحات و اقدامات حوزه نظامی در سال‌های ۱۹۲۴ الی ۱۹۲۷ در آذربایجان حضور فعال داشت.
- در سال ۱۹۲۸ ص. مهمانداراف به دلیل وضعیت سلامت از خدمت در ارتش بازنشسته شد و حق بازنشستگی به او تخصیص یافت.
- ص. مهمانداراف اشراف کامل به زبان‌های روسی، ترکی و فارسی داشت. در طول سه سال اخیر از زندگی خود به مطالعه تاریخ و فلسفه اسلامی می‌پرداخت.

## مرگ صمدبیگ مهماندارف
صمدبیگ مهماندارف در تاریخ ۱۲ فوریه ۱۹۳۱ در باکو فوت کرد.

## فیلم‌نامه
1. - من شما را در حد جهانیان دوست داشتم (فیلم، ۱۹۸۵)
2. - صمدبیگ (فیلم، ۱۹۸۵)
3. - او خدای توپخانه بود (فیلم، ۱۹۹۶)
4. - روح تنها (فیلم، ۱۹۹۸)
5. - ژنرال‌های دولت جمهوری (فیلم، ۲۰۰۶)
6. - سردار (فیلم، ۲۰۱۵)